# Aqui d’el-Rock
Aqui d’El-Rock ist eine portugiesische Punkrock-Band aus Lissabon.
Die Gruppe Osíris (1975–1976) spielte Coverversionen von Bands wie Black Sabbath, Led Zeppelin, Grand Funk Railroad und The Stooges, bis sie Punkrock kennenlernte. Die Gruppe, die rund um die Avenida de Roma wohnte, gründete sich 1977 als Punkband Aqui d´El-Rock neu, kurz nach der ersten Punkband in Portugal, Os Faíscas. Ihren Namen entlehnte sie einem mittelalterlichen, königstreuen Spruch (Aqui d´El Rei, dt. etwa: Wir hier sind des Königs), wobei es auch Radiosendungen gleichen Namens gab. 1978 gab die Gruppe ihr erstes Konzert, im C.A.C.O. (Clube Atlético de Campo de Ourique) in Lissabon. Ihre im gleichen Jahr veröffentlichte Single Há Que Violentar O Sistema (dt. etwa: Gegen das System muss Gewalt angewandt werden) wurde die erste Punkplatte in Portugal, und das RTP-Fernsehen produzierte mit ihr den ersten Videoclip einer portugiesischen Band, für das Titelstück der EP. Nachdem sie eine Reihe Konzerte mit Bands wie Xutos & Pontapés, UHF, Os Faíscas oder Minas & Armadilhas gespielt hatten, waren sie 1979 Vorgruppe für Eddie & the Hot Rods im Coliseu dos Recreios in Lissabon.
1980 formierte sich die Band neu, und spielte zahlreiche Konzerte in Portugal, darunter auch mit internationalen Interpreten wie Lene Lovich und Cheap Trick. 1981 nannte sich die Gruppe in Mau-Mau um, um ihrem veränderten Musikstil hin zu New Wave Rechnung zu tragen. Nach einer 7"EP (Xangai, 1982) löste sich 1986 auch diese Band auf.
Nachdem Stücke der Aqui d´El-Rock Singles auf Killed by Death-Punkraritäten-Samplern 1998 und 2000 erschienen waren, veröffentlichte das italienische Label Rave Up Records 2007 eine 7" EP, auf der die vier Stücke ihrer beiden Singles zu hören waren. Die auf 500 Stück limitierte Sammleredition gilt als vergriffen. 2009 entschloss sich die Band, erneut aufzutreten. Neue Tonträger sind dabei nicht angekündigt worden. 2021 legte das portugiesische Punklabel Zerowork Records die beiden Singles auf einer 12" EP neu auf, mit umfangreichem Klappheft und limitiert auf 150 Stück.

## Diskografie
- 1978: Há que violentar o sistema / Quero Tudo - (7" Single)
- 1979: Eu não sei / Dedicada (a quem nos rouba) - (7" Single)
- 1982: Xangai / Vietsoul - (7" Single, als Mau Mau)
- 2007: Há que violentar o sistema / Quero Tudo / Eu não sei / Dedicada (a quem nos rouba) - (7" EP)
- 2021: Há que violentar o sistema / Quero Tudo / Eu não sei / Dedicada (a quem nos rouba) - (12" EP)